# Pycnarrhena longifolia
Pycnarrhena longifolia är en tvåhjärtbladig växtart som först beskrevs av John Miers, och fick sitt nu gällande namn av Odoardo Beccari. Pycnarrhena longifolia ingår i släktet Pycnarrhena och familjen Menispermaceae. Inga underarter finns listade i Catalogue of Life.